# Rue du Maroc (Toulouse)
Pour l’article homonyme, voir Rue du Maroc.
La rue du Maroc (en occitan : carrièra del Marròc) est une voie de Toulouse, chef-lieu de la région Occitanie, dans le Midi de la France.

## Situation et accès

### Description
La rue du Maroc est une voie publique de Toulouse. Elle se trouve au sud du quartier de Bonnefoy, dans le secteur 4 - Est.
Elle naît perpendiculairement au boulevard des Minimes. Longue de 238 mètres, rectiligne, elle est orientée au nord. Elle donne successivement naissance à la rue Chabanon, à la rue des Jumeaux, puis à la rue Mère-Élise-Rivet. Enfin, face à l'entrée de la gare de Raynal, la rue du Maroc oblique à l'est et rejoint l'avenue de Lyon.
La chaussée compte une seule voie de circulation automobile en sens unique, du boulevard des Minimes vers la rue Chabanon dans sa première partie, et de l'avenue de Lyon vers la rue Chabanon dans sa deuxième partie. Elle appartient sur toute sa longueur à une zone 30 et la vitesse y est limitée à 30 km/h. Il existe une bande cyclable, entre le boulevard des Minimes et la rue Chabanon, pour les cyclistes circulant à contre-sens des automobiles.

### Voies rencontrées
La rue du Maroc rencontre les voies suivantes, dans l'ordre des numéros croissants (« g » indique que la rue se situe à gauche, « d » à droite) :
1. Boulevard des Minimes
2. Rue Chabanon (g)
3. Rue des Jumeaux (g)
4. Rue Mère-Élise-Rivet (g)
5. Avenue de Lyon

## Odonymie
Au XVIe siècle, la rue du Maroc est une partie du chemin d'Albi ou d'Albigeois. On lui trouve aussi, à la même époque, le nom de chemin de Castelmaurou. En 1794, pendant la Révolution française, on la désigna comme la rue la Boussole, mais elle ne conserva pas cette appellation, et à partir de 1806, elle fut le chemin de Lapujade : il lui venait d'un domaine, connu comme lo Miralh ou lo Miralhon – francisé en Mirailhou ou Miraillou –, qui avait appartenu à la fin du XVIe siècle à Jean-Étienne Duranti, puis était passé entre les mains de Marie Marguerite de Tourzel d'Alègre, dame d'honneur de la reine Marie Leszczynska, et qui fut racheté en 1740 par le chirurgien Jean-Marie Lapujade. Il donna son nom au château qu'il avait fait construire et qui finit par effacer le souvenir des noms précédents.
Dans la deuxième moitié du XIXe siècle, lorsque le chemin fut coupé en deux parties par l'aménagement de la ligne de chemin de fer, la partie sud du chemin devint la rue de Lapujade, la partie nord conservant seule le nom de chemin de Lapujade. C'est finalement le 12 avril 1947 que le conseil municipal donna à la rue son nom actuel : il s'agit peut-être, selon Pierre Salies, d'un hommage aux tabors marocains de l'armée d'Afrique et à leur rôle dans la Seconde Guerre mondiale.

## Patrimoine et lieux d'intérêt

### Immeubles
- no  1 : résidence (deuxième moitié du XXe siècle)[5].
- no  13 : immeuble (XIXe siècle)[6].